# Эль-Сальто (Халиско)
Эль-Сальто (исп. El Salto) — город в Мексике, штат Халиско, входит в состав одноимённого муниципалитета и является его административным центром. Численность населения, по данным переписи 2020 года, составила 27 876 человек.

## Общие сведения
Название El Salto с испанского языка науатль можно перевести как — прыжок.
Поселение было основано в 1616 году как асьенда Хесус-Мария.
В 1818 году на асьенде проживало всего несколько человек.
В 1893 году началось строительство гидроэлектростанции на водопаде Хуанакатлан. 17 мая 1896 года началось строительство фабрики по переработке хлопка. 27 октября 1901 года был открыт мост через реку Сантьяго. Эти события привели к бурному росту поселения.
12 марта 1924 года поселение получило статус комисарии в муниципалитете Хуанакатлан.
25 декабря 1943 года поселение получило статус города и получило название Эль-Сальто.